# Xanthorhoe submaculata
Xanthorhoe submaculata är en fjärilsart som beskrevs av W. Warren 1902. Xanthorhoe submaculata ingår i släktet Xanthorhoe och familjen mätare. Inga underarter finns listade i Catalogue of Life.